# 加登城 (密歇根州)
加登城（英語：Garden City）是一個位於美國密歇根州韋恩縣的城市。

## 人口
根據2020年美國人口普查的數據，加登城的面積為15.18平方千米，當中陸地面積為15.18平方千米，而水域面積為0.00平方千米。當地共有人口27380人，而人口密度為每平方千米1,804人。